# 卡尔-埃里克·格兰
卡尔-埃里克·格兰（瑞典語：Karl-Erik Grahn，1914年11月5日—1963年3月14日），瑞典男子足球运动员，司职中场。他曾代表瑞典国家队参加1936年夏季奥林匹克运动会和1938年国际足联世界杯。